# Дилетантизм
Дилетантизм, или дилетантство (от итал. dilettante — увеселение, забава) — занятие какой-либо деятельностью (например, наукой, искусством, ремеслом) без должных знаний и профессиональной подготовки.
Дилетантизм имеет свою слабую и сильную стороны. Слабая сторона — дилетант не имеет глубоких знаний о предмете своих занятий, поэтому допускает ошибки. Как правило, это человек, ограничивающий масштаб познаний собственным опытом, или суждения которого в отношении чего-либо основаны на поверхностных познаниях. Сильная сторона — его мысли свободны для новых комбинаций, не будучи заранее парализованными традицией школы.

Дилетант (дилетантка ж., итал. [dilettante]) — охотник, любитель, человек, занимающийся музыкой, искусством, художеством, не по промыслу, а по склонности, по охоте, для забавы.
— В. И. Даль, Толковый словарь живого великорусского языка
Дилетанты успешно действовали во многих науках в период их становления: в термодинамике (врачи Р. Майер и Г. Гельмгольц), в математике (юристы П. Ферма и Г. Лейбниц), в кибернетике (врач-психиатр Р. Эшби), в генетике (священник Г. Мендель). Дилетанты добивались определённых успехов и в других областях, как И. П. Кулибин в техническом изобретательстве и строительстве, В. Н. Татищев в истории, географии и экономике, Генрих Шлиман в археологии.
В то же время археологическая работа Шлимана демонстрирует, что дилетантский подход может причинять и прямой вред: его раскопки причинили заметный ущерб тем из раскопанных им культурных слоёв, которые его не интересовали (что, впрочем, было вообще характерно для раскопок того времени).
Характерный пример деятельности дилетантов-механиков — конструирование вечного двигателя: научно доказано и общеизвестно, что он невозможен, однако попытки подобного рода не прекращаются.